# Punta de l'Espardenyer
La Punta de l'Espardenyer és una muntanya de 728 metres que es troba al municipi d'Arnes, a la comarca de la Terra Alta.